# معتصم سعيدان
معتصم نايف حسين سعيدان أكاديمي وسياسي أردني شغل منصب وزير المياه والري في حكومة بشر الخصاونة من 12 أكتوبر 2020 إلى 7 آذار 2021. كان يشغل منصب أستاذ قسم الهندسة الكيميائية في الجامعة الأردنية منذ سبتمبر 2019 قبل أنضمامه إلى الفريق الحكومي. عمل كمدير مركز المياه والطاقة والبيئة في الجامعة الأردنية (2016-2018) وأستاذ مشارك قسم الهندسة الكيميائية في الجامعة الأردنية ( 2015- سبتمبر 2019) وأستاذ مساعد قسم الهندسة الكيميائية في الجامعة الأردنية( 2012-2015 ) والمدير التنفيذي للجمعية العلمية الملكية (RSS)، مجمع التكنولوجيا الصناعية (2006-2011). 